# 舊夢不須記
《舊夢不須記》，由黃霑作曲填詞、盧東尼編曲、楊喬興監製，1981年9月以主打曲收錄於雷安娜的出道專輯中，取得廣泛迴響，使她一炮而紅；並先後獲選1981至1982年度十大勁歌金曲獎、1981年度十大中文金曲頒獎音樂會的「十大中文金曲」及第六屆香港金唱片頒獎典禮「金唱片最佳歌曲獎」，專輯亦成為本地白金唱片。

## 背景
2003年，黃霑受訪憶述當年為應付財困向馮添枝（寶麗金唱片公司高層）預售創作，苦無靈感下亂彈鋼琴，恰好彈出小時候爸爸所教的《茉莉花》，即從首句旋律得出歌詞「舊夢不須記」（僅此處化用《茉莉花》），接著又聯想起前妻華娃，文思樂思便如泉湧。黃霑自評為有真情實感的作品；然而黃霑在1983年一個書面訪問中卻亦說過：「寫得快，但旋律和詞意都缺乏新鮮感。」
歌曲原屬意於關菊英，不知為何後來落在尚是新人的雷安娜手上。
1981年末，張艾嘉執導的《某年某月某一天》在香港上映時，發行方嘉禾因其旋律動聽、歌詞切合電影內容而用作主題曲，並把電影更名為《舊夢不須記》。

## 特色及評價

### 作曲編曲
C大調，或作宮徵交替的調式。曲式結構為AABA（帶引子和尾聲）。
以西洋弦樂和鋼琴為主伴奏，中樂器包括二胡（引子、尾句、過門）、笛子（過門）及古箏（主樂段）為輔，用作色彩樂器。

### 歌詞
出道前的填詞人林夕指句與句異常嵌接，結構緊密，但「執著於表面化的首尾呼應」，詞意無寸進，只「停留在表現主題的重要字眼上面（不須記、不再提起、不必苦與悲）」，並以其另一首詞作《倆忘煙水裡》作反比。前香港中文大學音樂系教授余少華則認為「舊事也不須記」及「因此舊夢不須記」雖然跟首句「舊夢不須記」重複，但「也」和「因此」卻體現了語氣和心境的變化，前者是「一切已不可再挽的無奈」，後者是「收拾心情……更事過境遷得無關痛癢」，又讚揚黃霑曲詞配合上的功夫。

### 歌手
余少華認為唱法有少許但不過火的粵曲痕跡，語氣自然，「平實中見感情」。
雷安娜憶述她試唱時讓監製楊喬興改了觀，意外發現她當時尚屬幼嫩的聲線，竟與此曲產生了化學作用，「滄桑中帶有少少年青感」，成為受歡迎的因素。

## 香港派台成績
| 派台成績 | 派台成績   | 派台成績 | 派台成績     | 派台成績 | 派台成績 | 派台成績 |
| -------- | ---------- | -------- | ------------ | -------- | -------- | -------- |
| 唱片     | 歌曲       | 903      | RTHK         | 997      | TVB      |          |
| 1981年   |            |          |              |          |          |          |
| 雷安娜   | 舊夢不須記 |          | (1) 兩週冠軍 |          |          |          |